# 福建茶竿竹
福建茶竿竹（学名：Pseudosasa amabilis var. convexa）为禾本科茶秆竹属下的一个变种。

## 扩展阅读
- 維基物種上的相關：福建茶竿竹